# Tầng Fortune
| Hệ/ Kỷ                                                                                   | Thống/ Thế                       | Bậc/ Kỳ                          | Tuổi (Ma) | Tuổi (Ma) |
| ---------------------------------------------------------------------------------------- | -------------------------------- | -------------------------------- | --------- | --------- |
| Ordovic                                                                                  | Dưới/Sớm                         | Tremadoc                         | trẻ hơn   | trẻ hơn   |
| Cambri                                                                                   | Phù Dung                         | Tầng 10                          | 485.4     | ~489.5    |
| Cambri                                                                                   | Phù Dung                         | Giang Sơn                        | ~489.5    | ~494      |
| Cambri                                                                                   | Phù Dung                         | Bài Bích                         | ~494      | ~497      |
| Cambri                                                                                   | Miêu Lĩnh                        | Cổ Trượng                        | ~497      | ~500.5    |
| Cambri                                                                                   | Miêu Lĩnh                        | Drum                             | ~500.5    | ~504.5    |
| Cambri                                                                                   | Miêu Lĩnh                        | Ô Lựu                            | ~504.5    | ~509      |
| Cambri                                                                                   | Thống 2                          | Tầng 4                           | ~509      | ~514      |
| Cambri                                                                                   | Thống 2                          | Tầng 3                           | ~514      | ~521      |
| Cambri                                                                                   | Terreneuve                       | Tầng 2                           | ~521      | ~529      |
| Cambri                                                                                   | Terreneuve                       | Fortune                          | ~529      | 541.0     |
| Ediacara                                                                                 | không xác định tầng động vật nào | không xác định tầng động vật nào | già hơn   | già hơn   |
| Phân chia kỷ Cambri theo ICS năm 2018. Các giai đoạn in nghiêng không có tên chính thức. |                                  |                                  |           |           |

Tầng Fortune là tên gọi cho tầng dưới cùng của thống Terreneuve trong địa thời học thuộc kỷ Cambri trên Trái Đất. Tầng này kéo dài từ khoảng 542,0±1,0 tới khoảng 528,0±0,0 triệu năm trước (Ma). Thời gian diễn ra của tầng Fortune là ngay trước thời gian của tầng chưa đặt tên ("Tầng 2") cùng thống và ngay sau kỷ Ediacara của đại Tân Nguyên sinh (thời kỳ Tiền Cambri) và như thế nó là đáy (giới hạn dưới) của giới Cổ sinh và liên giới Hiển sinh.

## Tên gọi và GSSP
GSSP của tầng Fortune là "phẫu diện mũi Fortune" thuộc thành hệ đảo Chapel, ở bán đảo Burin, đông nam đảo Newfoundland, Canada. Tên gọi của nó như thế được đặt theo tên của mũi đất và thị trấn cùng tên nằm cận kề trên mũi đất ấy.

## Định nghĩa
Giới hạn dưới của tầng Fortune là sự xuất hiện sớm [nhất] của hóa thạch dấu vết có danh pháp Trichophycus pedum (hay Treptichnus pedum; trước đây là Phycodes pedum. Ranh giới này cũng gần với dị thường đồng vị cacbon âm trong biến đổi khí hậu. Tuy nhiên, người ta đã phát hiện ra sự xuất hiện còn sớm hơn cả GSSP theo như định nghĩa ban đầu của hóa thạch dấu vết này. Giới hạn trên của tầng này với tầng chưa đặt tên ("Tầng 2") vẫn chưa được xác định dứt khoát, nhưng ước khoảng 528 Ma.